# أحمد إبراهيم (أكاديمي)
أحمد إبراهيم (جرجيس، 14 جوان 1946 - 14 أبريل 2016)، هو سياسي وجامعي تونسي سابق تولى الأمانة الأولى لحركة التجديد منذ عام 2007. عمل كأستاذ لللسانيات المقارنة بجامعة تونس إلا أنه أحيل على التقاعد لأسباب سياسية. اشتغل خطة أمين عام لحزب المسار الديمقراطي الاجتماعي ونائب عنه في المجلس الوطني التأسيسي عن دائرة تونس 2.

## حياته السياسية

### قبل الثورة
انضم في أواسط الستينات للحزب الشيوعي التونسي المحظور آنذاك وعام 1981 أنتخب كعضو في لجنته المركزية. كان عام 1993 من مؤسسي حركة التجديد التسمية الجديدة للحزب وانتخب عضوا في لجنتها التنفيذية أثناء مؤتمرها التأسيسي. انتخب عام 2001 أمينا عاما مساعدا للحركة وعام 2007 أمينا أولا. في 22 مارس 2009 أعلنت «المبادرة الوطنية من أجل الديمقراطية والتقدم» وهي تحالف سياسي يضم حركة التجديد والحزب الاشتراكي اليساري وحزب العمل الوطني الديمقراطي، ترشيحها لإبراهيم للانتخابات الرئاسية. أكد إبراهيم نيته منافسة الرئيس زين العابدين بن علي «الند للند» وأعلن على بيان انتخابي جرئ تتطرق فيه للفساد ومشاكل التعليم والصحة، وقد اشتكى أثناء الحملة الانتخابية من التضييقات التي فرضتها السلطات على مشاركته. تحصل حسب النتائج المعلنة على 1.57% من الأصوات مقابل 89.62% لزين العابدين بن علي، % 5.01 لمحمد بوشيحة الأمين العام لحزب الوحدة الشعبية و3.80% لأحمد الاينوبلي الأمين العام للاتحاد الديمقراطي الوحدوي.

### بعد الثورة
تولى أحمد إبراهيم بعد الثورة مباشرة منصب وزير التعليم العالي في حكومتي محمد الغنوشي الأولى والثانية ثم عند استقالة الحكومة والإعلان عن دعوة المواطنين لانتخابات المجلس الوطني التأسيسي انصرف أحمد إبراهيم كغيره من السياسيين في التحضير للانتخابات حيث ترشح عن تحالف القطب الديمقراطي الحداثي وفاز بمقعد بدائرة تونس 2. بعد الانتخابات انفك عقد هذا التحالف وانصرف أحمد إبراهيم وزملاؤه على غرار سمير الطيب والفاضل موسى إلى تأسيس حزب المسار الديمقراطي الاجتماعي الذي ينشط إلى اليوم.